# Грамматика славянская

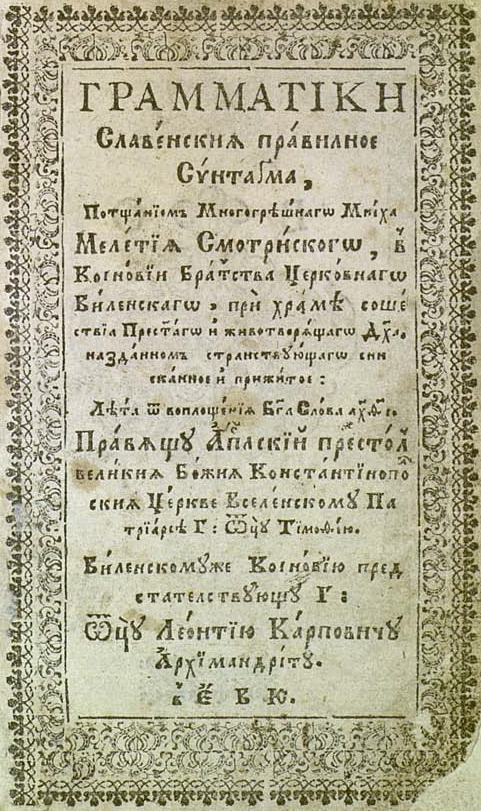
Титульная страница «Грамматики славянской» издания 1619 года

«Грамма́тика славя́нская» — учебник церковнославянского языка, изданный Мелетием Смотрицким в 1619 году в Вильне. Является одним из наиболее влиятельных грамматических трудов восточнославянской традиции, заложивших основы норм церковнославянского языка.

## История создания
Труд был написан в период активного реформирования и кодификации церковнославянского языка в условиях противостояния православия и католицизма в Речи Посполитой. Книга была издана в типографии братства Святой Троицы в Вильне.

## Структура и содержание
«Грамматика» состоит из четырёх основных разделов: ортографии, этимологии, синтаксиса и просодии. Автор подробно описал фонетику, морфологию и синтаксис церковнославянского языка, опираясь как на греческие и латинские образцы, так и на украинские и белорусские языковые традиции — книга написана на киевском изводе церковно-славянского языка.

## Значение и влияние
Книга сыграла ключевую роль в стандартизации церковнославянского языка. До конца XVIII века труд Смотрицкого использовался в православных школах Русского государства и на территории Украины в качестве основного учебника. Его влияние прослеживается в работах Ломоносова, а также в грамматических описаниях русского языка вплоть до XIX века.
Современные исследователи используют этот труд как источник по истории славянского языкознания.